# I'm Not Everything I Want to Be
Pour plus de détails, voir Fiche technique et Distribution.
I'm Not Everything I Want to Be (titre original tchèque : Ještě nejsem, kým chci být) est un film documentaire tchèque, réalisé par Klára Tasovská et sorti en 2024. Le film est un portrait de la vie et de la carrière de la photographe tchèque Libuše Jarcovjáková, connue pour ses photographies de la scène underground LGBTQ de Prague, avant la dépénalisation de l'homosexualité dans le pays.
Le film a été présenté en avant-première en février 2024 au 74e Festival international du film de Berlin. Il a ensuite été projeté en compétition internationale au Festival du nouveau cinéma 2024, où il a remporté le prix de l'innovation Daniel Langlois ainsi que le prix Fierté Montréal du meilleur film lié à la communauté LGBTQ du programme du festival. Le film a également remporté le prix du public et le prix du jury Pass Culture lors du festival LGBTQ+ de Lyon, Écrans mixtes, en 2025.